# Lema de Siegel
En teoría de números, el lema de Siegel afirma la existencia de una solución no nula y de tamaño controlado de un sistema lineal a coeficientes enteros. 
El ejemplo más ilustrativo es el siguiente: sea {\displaystyle A=(a_{i,j})} una matriz de n filas y m columnas, con coeficientes enteros (relativos) de valor absoluto menor que M, si n > m entonces el sistema lineal 

{\displaystyle \sum a_{i,j}x_{i}=0}

admite una solución {\displaystyle (x_{1},...,x_{n})\in \mathbb {Z} ^{n}-\{0\}} tal que 

{\displaystyle \max _{i}|x_{i}|<(nM)^{\frac {m}{n-m}}+1}.

La demostración se basa en el principio del palomar de Dirichlet. Se utiliza con frecuencia para la prueba de ejemplos de números trascendentales. Carl Ludwig Siegel publicó este lema en 1929; 
es un teorema de existencia puro. 